# Le Trône de fer (jeu de rôle)
Pour les articles homonymes, voir Trône (homonymie) et Le Trône de fer (homonymie).
Deux jeux de rôle sont inspirés des romans éponymes de George R. R. Martin.

## Le Trône de Fer - Le Jeu de Rôle
Le Trône de Fer - Le Jeu de Rôle (A Song of Ice and Fire Roleplaying en version originale) est un jeu de rôle publié par Green Ronin Publishing en 2009 et édité en français par Edge Entertainment en 2010.
Il utilise un système de jeu dédié incluant la gestion d'une maison, des intrigues et des batailles.
Une édition révisée est publiée en 2012 sous l'appellation Édition des Trônes (A Game of Thrones Edition en version originale).
Il est constitué d'un livre de base de 320 pages et de actuellement 5 suppléments (Péril à Port-Réal, Chroniques de Westeros, Le Guide du Monde, La Garde de Nuit, Le Trésor du Dragon).

## A Game of Thrones
A Game of Thrones est un jeu de rôle publié en anglais par Guardians of Order en 2005.
Deux versions du livre de base furent publiées en anglais : une version standard proposant uniquement le d20 System, et une version de luxe proposant un choix entre le d20 System et le Tri-Stat System de l'éditeur.
Ce jeu a remporté plusieurs ENnie Awards en 2006 : Meilleure production (Argent), Meilleur jeu (Argent), Meilleur produit (Argent) et  Meilleur produit d20/OGL (Argent).
Une version française était en préparation par Le Septième Cercle. La faillite de l'éditeur canadien en 2006 mit un terme à la publication de ce jeu et occasionna l'annulation de sa version française.